# Saturnia continua
Saturnia continua är en fjärilsart som beskrevs av Jordan 1911. Saturnia continua ingår i släktet Saturnia och familjen påfågelsspinnare. Inga underarter finns listade.